# الأيض الاجتماعي
الأيض الاجتماعي أو الأيض الاجتماعي الاقتصادي هو مجموعة من تدفقات المواد والطاقة التي تحدث بين الطبيعة والمجتمع، وبين المجتمعات المختلفة، وفي طيات كل مجتمع على حدى. تُعد تدفقات المواد والطاقة التي يسيطر عليها الإنسان سمة أساسية لجميع المجتمعات ولكن حجمها وتنوعها يعتمدان إلى حد كبيرعلى ثقافات أو أنظمة اجتماعية محددة. يوصف الأيض الاجتماعي أو الأيض الاجتماعي الاقتصادى بأنه "التكاثر الذاتي وتطور الهياكل الفيزيائية الحيوية للمجتمع البشري، ويشمل عمليات التحول الفيزيائية الحيوية وعمليات التوزيع والتدفقات التي يتحكم فيها البشر لأغراض خاصة بهم. الهياكل الفيزيائية الحيوية للمجتمع (الأسهم المستخدمة) وعملية الأيض الاجتماعي والاقتصادي معا يقومون بتشكيل الأساس الفيزيائي الحيوي للمجتمع.
عمليات الأيض الاجتماعي تبدأ مع قيام البشر بتخصيص المواد والطاقة من الطبيعة والتي يمكن تحويلها وتعميمها ليتم استهلاكها وإفرازها لتمر وتعود مرة أخرى للطبيعة نفسها. لكل من هذه العمليات تأثير بيئي مختلف اعتمادًا على كيفية تنفيذها، كمية المواد والطاقة التي تنطوي عليها، المنطقة التي تحدث فيها، الوقت المتاح أو قدرة الطبيعية على التجديد.
تمثل عملية الأيض الاجتماعي امتدادًا لمفهوم التمثيل الغذائي من الأجسام البشرية إلى الأساس الفيزيائي الحيوي للمجتمع. يقوم البشر ببناء وتشغيل المناجم والمزارع ومعامل تكرير النفط ومحطات الطاقة والمصانع وبنية تحتية بأكملها وذلك لتوفير الطاقة وتدفق المواد اللازمة لضمان تكاثر وتوالد النتاج المادي لثقافة ما بعينها. الأسهم قيد الاستخدام، والتي تشمل المباني والمركبات والأجهزة والبنية التحتية وما إلى ذلك، يتم بناؤها وصيانتها من خلال العمليات الصناعية المختلفة التي تشكل جزءا من عملية الأيض الاجتماعي. ومن ثم تقدم هذه الأسهم الخدمة للناس في شكل المأوى أو النقل أو الاتصالات.
يقوم المجتمع وعمليات الأيض خاصته معا بتشكيل وهو نظام معقد يعيد إنتاج نفسه، فلا يمكن للثقافة ولا للأيض الاجتماعي أن يتكاثرا في عزلة إذ يحتاج البشر إلى الغذاء والمأوى وهو يتم توفيره عن طريق الأيض الاجتماعي، ويحتاج هذا الأخير إلى البشر ليتم تشغيله.
يمكن إجراء دراسات الأيض الاجتماعي الاقتصادي على مستويات مختلفة من تجميع النظام بالنظر إلى تحليل تدفق المواد، في عمليات  المحاسبة الخاصة بتدفق المواد، على سبيل المثال، يتم تحليل مدخلات ومخرجات المواد والطاقة في منطقة أو دولة معينة، وكذلك الواردات والصادرات الخاصة بها. مثل هذه الدراسات يتم تسهيل إجرائها عن طريق سهولة الوصول إلى معلومات حول المعاملات التجارية.
الأيض الاجتماعي أو الاجتماعي - الاقتصادي ينص على أن المجتمع البشري وتفاعله مع الطبيعة يشكلون نظامًا معقدًا يتكاثر ذاتيا، وبالتالي يمكن اعتباره نموذجًا لدراسة الأساس الفيزيائي الحيوي للمجتمعات البشرية كمظهر من مظاهر الإنتاج الذاتي. يمكن للنموذج المشترك أن يسهل القيام بالجمع بين عمليتى التركيب والدمج، مما قد يؤدي إلى إجراء تقييمات لاستراتيجيات تحقيق التنمية المستدامة، تقييمات متينة متعددة التخصصات وأكثر شمولاً. ويمكن أن يساعد استخدام الأيض الاجتماعي أو الاجتماعي الاقتصادي كنموذج في تبرير المفاهيم الاقتصادية البديلة.